# 神奈川県民主医療機関連合会
神奈川県民主医療機関連合会（かながわけんみんしゅいりょうきかんれんごうかい）は、全日本民主医療機関連合会（民医連）の地方組織であり、神奈川県を活動地域とする。略称は神奈川民医連。

## 加盟法人
（この節の出典）
- 川崎医療生活協同組合
  - 川崎協同病院
- 公益財団法人横浜勤労者福祉協会
  - 汐田総合病院
- 神奈川北央医療生活協同組合
  - さがみ生協病院
- 医療生協かながわ生活協同組合
  - 戸塚病院
- 神奈川みなみ医療生活協同組合
- 公益財団法人柿葉会
- 社会福祉法人うしおだ
- 一般社団法人ヒューメディカ（薬局法人）
- 一般社団法人メディホープかながわ（薬局法人）
- 神奈川県医療事業協同組合

## 奨学金制度
- 医学生[2]・看護学生[3]を対象に奨学金制度を設けている。